# Garnich
Garnich (luxemburgiska: Garnech) är en kommun och en liten stad i sydvästra Luxemburg. Kommunen ligger i kantonen Capellen. Den hade år 2017, 2 099 invånare. Arean är 21,0 kvadratkilometer.